# The Unquestionable Truth (Part 1)
The Unquestionable Truth (Part 1) е петият студиен албум на американската ню метъл група Лимп Бизкит. Той е реализирал продажби от приблизително 1 милион копия в световен мащаб. Поради своето времетраене от едва 30 минути, той спада към категорията миниалбум. В „The Unquestionable Truth (Part 1)“ китаристът на групата Уес Борлънд прави завръщането си.

## Списък с песни
1. „The Propaganda“ – 5:16
2. „The Truth“ – 5:28
3. „The Priest“ – 4:59
4. „The Key“ – 1:24
5. „The Channel“ – 4:41
6. „The Story“ – 3:56
7. „The Surrender“ – 3:59